# Recanto Maestro

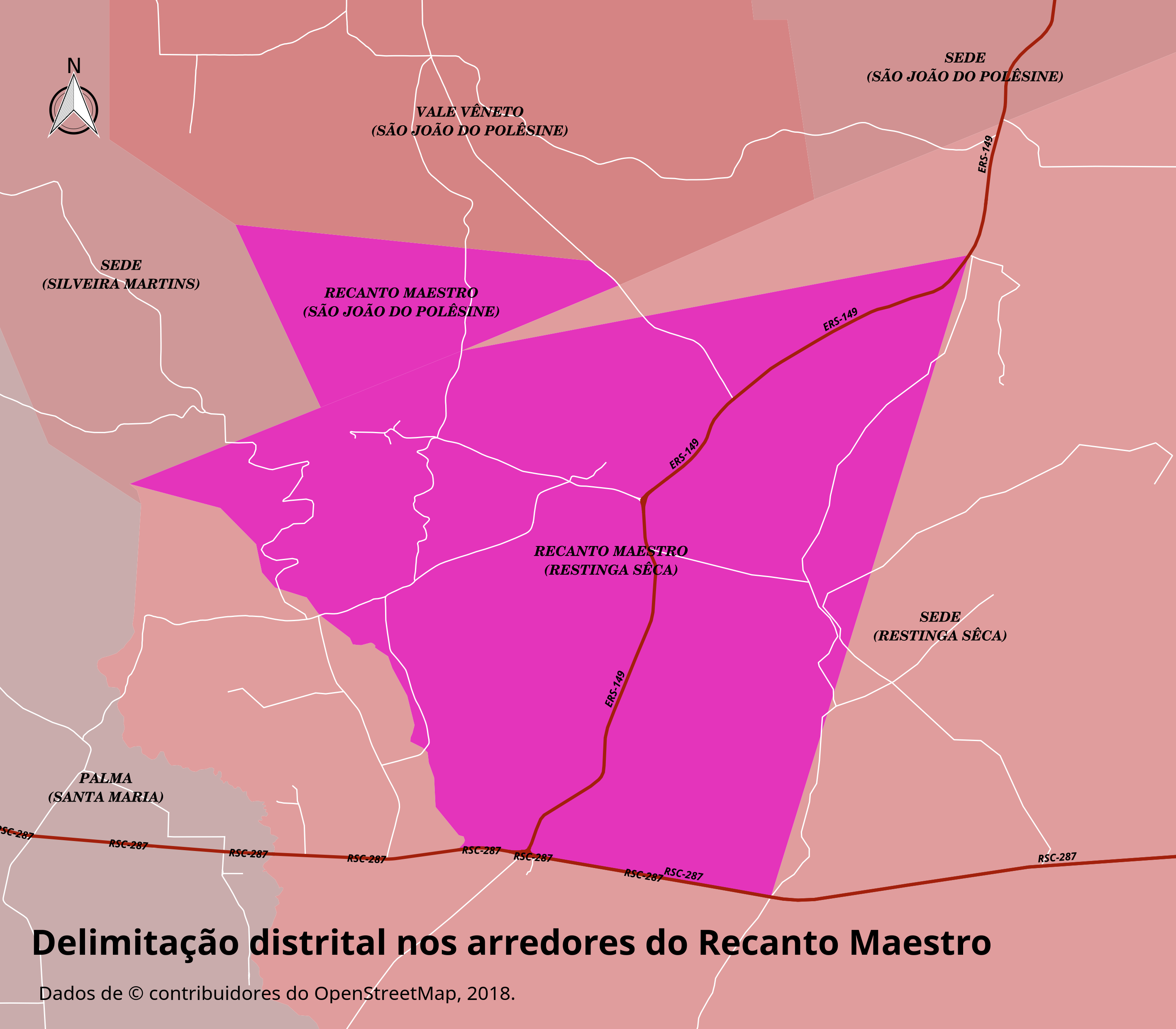
Delimitação distrital nos arredores do Recanto Maestro. Dados do OpenStreetMap.

Recanto Maestro é uma localidade situada na região central do estado do Rio Grande do Sul.
A área é alvo de litígio entre as prefeituras de São João do Polêsine, Restinga Seca e Silveira Martins, sendo que existe o distrito de Recanto Maestro em São João do Polêsine e existe o distrito de Recanto Maestro em Restinga Sêca. Juntos estes dois distritos tem continuidade territorial e formam uma mesma identidade territorial. 
A localidade é famosa por abrigar vários condomínios de luxo e os vários empreendimentos feitos pelo italiano Antonio Meneghetti, como a Antonio Meneghetti Faculdade, a Fundação Antonio Meneghetti e a Associação Brasileira de Ontopsicologia. Esta última produziu um filme intitulado Recanto Maestro: de um Local Abandonado a um Centro Internacional de Arte de Cultura Humanista, mostrando a evolução do distrito, desde o registro histórico sobre a imigração italiana até os dias atuais.